# 呂震
呂 震（りょ しん、至正25年（1365年）- 宣徳元年4月3日（1426年5月9日））は、明代の官僚・政治家。字は克声。本貫は京兆府臨潼県。

## 生涯
呂子節と蓋氏のあいだの子として生まれた。洪武19年（1386年）、郷里の推挙により太学に入った。ときに太学生たちは州県の田地に出向してとどまり、貢賦を公平化するよう洪武帝に命じられた。呂震は命を受けて両浙に赴いた。南京に帰って上奏すると、帝の意にかない、山東按察司試僉事に抜擢された。入朝して戸部主事となり、北平按察司僉事に転じた。
建文元年（1399年）7月、燕王朱棣が起兵すると、呂震は朱棣に降った。燕王世子朱高熾に近侍して北平を守るよう命じられた。永楽元年（1403年）、真定府知府に転じた。7月、入朝して大理寺左少卿となった。永楽2年（1404年）3月、大理寺卿に進んだ。永楽3年（1405年）9月、刑部尚書に転じた。永楽6年（1408年）12月、礼部尚書に転じた。永楽11年（1413年）5月、曹県が騶虞を献上すると、呂震は祝賀をおこなうよう請願したが、許可されなかった。永楽12年（1414年）に榜葛剌国が、永楽13年（1415年）に麻林国がキリンを献上したことから、呂震は祝賀をおこなうよう上奏したが、永楽帝に退けられた。永楽14年（1416年）4月、呂震は封禅をおこなうよう上奏したが、永楽帝に聞き入れられなかった。永楽20年（1422年）、皇太子朱高熾が監国すると、呂震の婿にあたる主事の張鶴に朝参儀礼での失敗があったが、太子は呂震のために張鶴を赦した。永楽帝はこれを聞いて怒り、呂震と蹇義を錦衣衛の獄に下した。永楽21年（1423年）3月、呂震は釈放され、礼部尚書に復職した。永楽22年（1424年）7月、永楽帝が死去すると、遺詔により27日で縗服（喪服）を解くことになったが、呂震は烏紗帽と黒角帯に着替えるよう群臣に建議した。近臣が「徐皇后が亡くなったとき、永楽帝は縗服を解くと、素冠と布腰絰に着替えさせました」と意見すると、呂震は顔色を変えて反発した。
8月、洪熙帝（朱高熾）が即位すると、呂震は大理寺卿を兼ねた。10月に太子少師を兼ねるよう命じられた。11月、太子太保・礼部尚書に進んだ。洪熙元年（1425年）、洪熙帝が群臣を分遣し、嶽鎮海瀆と先代帝王陵を祭祀させることにすると、呂震は周の文王・武王・成王・康王を祀りたいと志願した。途中で帰省して母に会い、妻の柩と祭祀用品の香帛を同じ荷物に載せる公私混同ぶりであった。宣徳元年（1426年）4月3日、呂震は太廟で祭祀をおこない、西番僧舎で大酔して、その夕に死去した。享年は62。

## 子女
- 呂熊（宣徳帝が即位したとき、呂震はたびたび呂熊のために帝の前で官位を求め、涙を流したので、帝はやむをえず呂熊を兵科給事中に任じた）
- 呂禎
- 呂燾
- 呂杰
- 呂然
- 呂氏（薊州衛指揮劉源の妻）
- 呂氏（戸部主事張鶴の妻）
- 呂氏（横海衛指揮王貴の妻）